# هاربور بلافس (فلوریدا)
هاربور بلافس (به انگلیسی: Harbor Bluffs) یک منطقهٔ مسکونی در ایالات متحده آمریکا است که در شهرستان پاینلاس، فلوریدا واقع شده‌است. هاربور بلافس ۲٫۵ کیلومتر مربع مساحت و ۲٬۸۶۰ نفر جمعیت دارد و ۳ متر بالاتر از سطح دریا واقع شده‌است.